# Kazimierz Kuratowski
Kazimierz Kuratowski (Varsó, 1896. február 2. – Varsó, 1980. június 18.) lengyel matematikus, a Magyar Tudományos Akadémia külső tagja. A lwówi, majd a varsói matematikai iskola vezéregyénisége, a halmazelméleti topológia nemzetközileg elismert, kiemelkedő alakja volt.

## Életútja
Középiskolai tanulmányait követően 1913–1914-ben a Glasgow-i Egyetemen folytatott mérnöki tanulmányokat. 1915 után a Varsói Egyetemen hallgatott matematikát, ezzel egyidejűleg részt vett a lengyel ifjúság politikai mozgalmaiban. 1921-ben szerezte meg bölcsészdoktori oklevelét, s még ugyanazon év végén magántanárrá habilitált az egyetem matematikai tanszékén.
1927-ben a Lwówi Műegyetem tanárává nevezték ki, majd 1934-ben a Varsói Józef Piłsudski Egyetemen ajánlottak számára matematikaprofesszori állást. 1935-ben tanulmányutat tett az Amerikai Egyesült Államokban, amelynek során többek között találkozott és együtt dolgozott a Princetoni Egyetemen kutató Neumann Jánossal is. A náci megszállás és a második világháború megakasztotta tudományos és oktatói pályáját. 1939 után bujkálásra kényszerülve részt vett a lengyel ellenállási mozgalomban, emellett előadásokat tartott az illegálisan működő varsói egyetemen.
A világháború lezárultával aktívan közreműködött a fővárosi egyetemen folyó oktatás újraindításában, s 1965-ös nyugdíjazásáig ismét matematikaprofesszorként tanított a Varsói Egyetemen. Emellett szervezőmunkájának köszönhetően 1949-ben kezdte meg működését az Állami Matematikai Intézet (későbbi nevén a Lengyel Tudományos Akadémia Matematikai Intézete), amelynek 1967-ig igazgatója volt.

## Munkássága
Varsói egyetemi évei alatt döntő hatást gyakoroltak érdeklődésére és későbbi pályájára tanárai, köztük a topológus Zygmunt Janiszewski, Stefan Mazurkiewicz és Wacław Sierpiński, illetve a logikus Jan Łukasiewicz. Életét végigkísérő fő kutatási területe a topológia volt, behatóan foglalkozott a felületek topológiájával, halmazelmélettel, mértékelmélettel, függvénytannal és matematikai logikával.
Egy évvel doktorálása után, 1922-ben bebizonyította a halmazelmélet egyik alapvető tételét, a Kuratowski–Zorn-lemmát. Pályája korai szakaszában közvetlen munkatársával, Bronisław Knasterral az összefüggőség és a topológiai kontinuum különböző kérdéseivel is foglalkozott, majd lwówi évei során Stefan Banachhal közösen több halmazfüggvény-problémát oldottak meg. Az 1930-as években behatóan tanulmányozta a leíró halmazelmélet és a dimenzióelmélet különböző kérdéseit. Emellett foglalkozott az euklideszi sík és tér topológiájával, egyebek mellett nevéhez fűződik a gráfelméleti Kuratowski-tétel megalkotása (1930), amelynek értelmében egy gráf akkor és csak akkor síkba rajzolható, ha részgráfként nem tartalmazza a teljes ötszöget vagy a három ház–három kút-probléma gráfját (három ház mindegyikétől nem építhető három kút mindegyikéhez vezető út úgy, hogy azok ne keresztezzék egymást). 1933-ban készült el a számára nemzetközi elismertséget hozó Topologie című monográfia első kötetével, amellyel jelentősen hozzájárult a halmazelméleti topológia fejlődéséhez. Az 1939-re elkészült második kötet kiadása a második világháború miatt elhúzódott, s csak 1950-ben került rá sor.
Munkásságának és tudományszervező tevékenységének köszönhetően a Varsói Egyetem nemzetközi szinten is tekintélyes, elismert matematikai központtá fejlődött. Olyan matematikustanítványok kerültek ki a Kuratowski nevével fémjelzett iskolából, mint például Stanisław Ulam és Samuel Eilenberg. Könyvei és egyetemi jegyzetei mellett több mint százhetven tanulmány szerzője, éveken keresztül szerkesztőbizottsági tagja, 1945-től haláláig főszerkesztője volt a Fundamenta Mathematicae, valamint a Biuletyn Matematyczny szakfolyóiratoknak.

### Társasági tagságai és elismerései
1952-ben a Lengyel Tudományos Akadémia tiszteletbeli tagja lett, a tudós társaságban éveken keresztül látta el az alelnöki teendőket. 1953-ban a Magyar Tudományos Akadémia külső tagjává választották (1964-ben, a külső tagság megszűnésével tiszteleti taggá sorolták át), de további öt külföldi akadémia is meghívta tagjai sorába. Egy terminuson keresztül töltötte be a Nemzetközi Matematikai Unió (International Mathematical Union, IMU) elnökhelyettesi tisztét.
Tudományos érdemei elismeréseképpen átvehette a lengyel Állami Díj első fokozatát, a wrocławi, a prágai és glasgow-i egyetemeken díszdoktorrá avatták.

### Főbb művei
- Topologie I–II. Warszawa. 1933–1950.
Angolul: Topology I–II. New York: Academic Press. 1966–1968.
- Wstęp do teorii mnogości i topologii. Warszawa. 1955.
Angolul: *Introduction to set theory and topology. New York: Pergamon Press. 1961.
Franciául: Introduction à la théorie des ensembles et à la topologie. Genève: Université. 1966.
- Rachunek różniczkowy i całkowy: Funkcje jednej zmiennej. Warszawa: Państwowe Wydawnictwo Naukowe. 1964.
Angolul: Introduction to calculus. New York: Pergamon Press. 1961.
- Set theory. Amsterdam: North-Holland Publishing Co.; Warsaw: Polish Scientific Publishers. 1967. (Andrzej Mostowskival)
- Pół wieku matematyki polskiej 1920–1970: Wspomnienia i refleksje. Warszawa: Wiedza Powszechna. 1973.
Angolul: A half century of Polish mathematics: Remembrances and reflections. Warszawa: Ars Polona. 1980.
- Notatki do autobiografii. [’Önéletrajzi jegyzetek.’] Warszawa: Czytelnik. 1981.
- Selected papers. Ed. Karol Borsuk et al. Warsaw: Polish Academy of Sciences. 1988.